# Windhaag bei Freistadt
Windhaag bei Freistadt är en ort och kommun i Österrike. Den ligger i distriktet Freistadt i förbundslandet Oberösterreich, 140 km väster om huvudstaden Wien. Kommunen gränsar i norr mot Tjeckien.
Kommunen består av 13 orter (Ortschaften) (inom parentes invånarantal 1 januari 2024):

- Elmberg (47)
- Freiwalddorf (50)
- Mairspindt (120)
- Obernschlag (68)
- Oberpaßberg (97)
- Oberwindhaag (92)
- Pieberschlag (114)
- Predetschlag (62)
- Prendt (133)
- Riemetschlag (112)
- Spörbichl (101)
- Unterwald (73)
- Windhaag bei Freistadt (528)